# Minus
Minus (−) ( latină "mai puține") este operatorul matematic pentru scădere.

## Alte simboluri
În comerț și ortografie mai este folosit și simbolul "/".

## Tipografie
Semnul minus  este identic cu bara orizontală în semnul plus (+) și are aceeași lungime ca și cele două linii paralele de semnul egal (=).